# Янніс Меланітіс
Янніс Меланітіс (грец. Γιάννης Μελανίτης, 1967, Афіни) — грецький художник і скульптор, працює в тому числі в жанрі інсталяцій та цифрового мистецтва.

## Творча біографія
Янніс Меланітіс народився 1967 року в Афінах. Має наукові ступені в галузі живопису, скульптури і ступінь магістра в галузі цифрового мистецтва Афінської школи витончених мистецтв. Він науковий співробітник Афінського національного технічного університету і Афінської школи архітектури. В травні 2010 року став викладачем факультету скульптури Афінської школи витончених мистецтв. На художнє сприйняття та мистецьку манеру Янніса Мелантіса значний вплив здійснили Марсель Дюшан, Яніс Ксенакіс, Джеймс Джойс, Йозеф Бойс.
Янніс Меланітіс був організатором та одним з основних учасників дуже успішної виставки в лікарні Андреаса Сінгроса в Афінах на тему: «Дерматографія: мистецтво і медицина». Його обрала для координації та участі у виставці адміністрація лікарні завдяки широкому досвіду у проведенні виставок та сучасному погляду на людське тіло, біо-мистецтво та медичні ілюстрації. Його останні роботи включають інтерактивні інсталяції і виставку під назвою «Кріографія», яка представила живопис у вигляді метафори вічної мерзлоти. Виставка відбулася в Афінах 14 жовтня 2010 року.
2006 року відбулись персональні виставки Янніса Мелантіса «Dans Le Jardin d’ Epicure / Les elements comme des metaphors» в Університетській лікарні Женеви та «Pleasure Machine» на восьмому цифровому салоні в Мадриді та Будинку культур світу в Берліні. Виставка «Touch Terrain» проходила 2006 року в Монако. Також Янніс Меланітіс був учасником першого бієнале сучасного мистецтва в Салоніках, організованого Музеєм сучасного мистецтва. В березні 2008 року він представив скульптури на виставці в Галереї E31, Афіни, яка називалася «Одіссей як Фауст» .